# Manuel Benavides
Manuel Benavides är en ort i Mexiko.   Den ligger i kommunen Manuel Benavides och delstaten Chihuahua, i den norra delen av landet, 1 200 km norr om huvudstaden Mexico City. Manuel Benavides ligger 1 066 meter över havet och antalet invånare är 916.
Terrängen runt Manuel Benavides är huvudsakligen kuperad, men åt sydost är den platt.  Trakten runt Manuel Benavides är nära nog obefolkad, med mindre än två invånare per kvadratkilometer. Det finns inga andra samhällen i närheten. Omgivningarna runt Manuel Benavides är i huvudsak ett öppet busklandskap.